# Underground London
Underground London: The Art Music and Free Jazz that Inspired a Cultural Revolution es un álbum recopilatorio, publicado el 22 de mayo de 2020 a través de El Records.

## Lista de canciones
| Disco uno |                                                    |                                         |          |  |
| N.º       | Título                                             | Artista                                 | Duración |  |
| 1.        | «W.R.U.»                                           | Ornette Coleman Quartet                 | 16:25    |  |
| 2.        | «Dog»                                              | Lawrence Ferlinghetti                   | 3:09     |  |
| 3.        | «Out of This World»                                | John Coltrane Quartet                   | 14:05    |  |
| 4.        | «Left Alone»                                       | Eric Dolphy                             | 6:43     |  |
| 5.        | «Atmosphères»                                      | György Ligeti                           | 8:33     |  |
| 6.        | «Flamenco Sketches»                                | Miles Davis                             | 9:26     |  |
| 7.        | «America»                                          | Allen Ginsberg                          | 4:49     |  |
| 8.        | «Rocket Number Nine Take Off for the Planet Venus» | Sun Ra and His Arkestra                 | 6:19     |  |
| 9.        | «Bellini»                                          | Annie Ross & Tony Kinsey Quintet        | 3:54     |  |
| 10.       | «Can You Trap Shadows Like This?»                  | Christopher Logue & Tony Kinsey Quintet | 1:38     |  |
| 11.       | «Autumn Leaves»                                    | Jimmy Smith Trio                        | 4:43     |  |

| Disco dos |                                                 |                               |          |  |
| N.º       | Título                                          | Artista                       | Duración |  |
| 1.        | «Jesus Maria»                                   | Jimmy Giuffre                 | 6:17     |  |
| 2.        | «Rāga Jog»                                      | Ravi Shankar                  | 28:16    |  |
| 3.        | «Pictures»                                      | Joe Harriott Quintet          | 5:08     |  |
| 4.        | «Morning»                                       | Yusef Lateef                  | 10:35    |  |
| 5.        | «Readings from On the Road and Visions of Cody» | Jack Kerouac                  | 3:32     |  |
| 6.        | «Theme from Beyond the Fringe»                  | The Dudley Moore Trio         | 4:20     |  |
| 7.        | «Pithecanthropus Erectus»                       | Charlie Mingus Jazz Workshop  | 10:35    |  |
| 8.        | «The Ocean (Main Theme)»                        | Daphne Oram & Desmond Briscoe | 1:08     |  |
| 9.        | «Moanin'»                                       | Albert Ayler                  | 10:15    |  |

| Disco tres |                                                                    |                                        |          |  |
| N.º        | Título                                                             | Artista                                | Duración |  |
| 1.         | «Love for Sale»                                                    | Cecil Taylor Trio                      | 8:18     |  |
| 2.         | «3/4 AD»                                                           | Davy Graham & Alexis Korner            | 4:39     |  |
| 3.         | «Indeterminacy (Excerpt)»                                          | John Cage & David Tudor                | 2:04     |  |
| 4.         | «Étude Concrete»                                                   | Karlheinz Stockhausen                  | 2:56     |  |
| 5.         | «The Visionary Experience (Excerpt)»                               | Aldous Huxley                          | 4:23     |  |
| 6.         | «Serpent's Tooth»                                                  | Victor Feldman                         | 3:24     |  |
| 7.         | «A Rose for Booker»                                                | The New Dynamic Chico Hamilton Quintet | 7:57     |  |
| 8.         | «Mister Walker (Renie)»                                            | Wes Montgomery                         | 4:31     |  |
| 9.         | «The Bridge»                                                       | Sonny Rollins                          | 6:00     |  |
| 10.        | «Lonely Woman»                                                     | Modern Jazz Quartet                    | 6:18     |  |
| 11.        | «The Invisible»                                                    | John Coltrane & Don Cherry             | 4:11     |  |
| 12.        | «Visage for Electronic Sounds and Cathy Berberian's Voice on Tape» | Luciano Berio                          | 21:06    |  |
| 13.        | «There's Danger in Your Eyes, Cherie» (Take 2)                     | Thelonious Monk                        | 4:20     |  |